# Archara (fiume)
L'Archara (in russo Арха́ра?) è un fiume dell'Estremo Oriente russo, affluente di sinistra dell'Amur. Scorre nell'Archarinskij rajon dell'Oblast' dell'Amur. 
L'Archara è formato dalla confluenza dei fiumi Gongor e Chara che scendono dagli speroni dei monti della Bureja. Nella parte superiore è un fiume di montagna che scorre veloce. Più avanti la valle del fiume si allarga gradualmente, nel corso inferiore è un fiume piatto e serpeggiante con molti canali. La lunghezza del fiume è di 155 km (sommata a quella del Gongor è di 277 km), l'area del bacino è di 2 790 km². Sfocia in un canale laterale dell'Amur, il Michajlovskaja, a 1 594 dalla foce. Maggior affluente, da sinistra, è il Salokači (lungo 124 km). 
L'insediamento principale dell'area è il villaggio di Archara (a 3 km dal fiume) attraversato dalla Ferrovia Transiberiana.